# جان سایمون
جان سایمون (انگلیسی: John Simon, 1st Viscount Simon; ۲۸ فوریهٔ ۱۸۷۳ – ۱۱ ژانویهٔ ۱۹۵۴) سیاست‌مدار و دادستان اهل بریتانیا بود.
وی از سال ۱۹۳۱ تا ۱۹۳۵ وزیر امور خارجه بریتانیا بوده، سایمون همچنین برندهٔ جوایزی همچون نشان امپراتوری بریتانیا شده‌است.